# Monomitopus kumae
Monomitopus kumae är en fiskart som beskrevs av Jordan och Hubbs 1925. Monomitopus kumae ingår i släktet Monomitopus och familjen Ophidiidae. Inga underarter finns listade i Catalogue of Life.